# Poncha Springs
Poncha Springs – miasto w Stanach Zjednoczonych, w stanie Kolorado, w hrabstwie Chaffee.